# Roberto García Orozco
Roberto García Orozco, né le 24 octobre 1974 à Mexico, est un arbitre mexicain de football. Il est arbitre international depuis 2007.

## Carrière
Il a officié dans des compétitions majeures : 
- Gold Cup 2009 (1 match)
- JO 2012 (2 matchs)